# DREAMS COME TRUE MUSIC BOX Vol.2 - SPRING RAIN -
『DREAMS COME TRUE MUSIC BOX Vol.2 - SPRING RAIN- 』（ドリームズカムトゥルー ミュージックボックス ボリュームツースプリングレイン）は、2009年2月25日にリリースされたDREAMS COME TRUEの公式オルゴールアルバムである。

## 概要
- DREAMS COME TRUE公式オルゴールアルバム第2弾。
- 前作同様、DREAMS COME TRUE公式サイト「DCT garden」、Amazon.co.jp、DREAMS COME TRUEコンサート会場での限定販売。
- DREAMS COME TRUEの春の曲を集めている。
- シングル『GOOD BYE MY SCHOOL DAYS』と同時発売。

## 収録曲
1. 未来予想図II
2. JET! ! !
3. 4月の雨
4. 未来を旅するハーモニー 〜DCT VERSION〜
5. たんぽぽの堤防
6. めまい
7. またね
8. 笑顔の行方
9. 未来予想図
10. 何度でも
11. あなたに会いたくて